# Robert Taft Jr.
Pour les articles homonymes, voir Taft.
Robert Alphonso Taft Jr., né le 26 février 1917 à Cleveland et mort le 7 décembre 1993 dans la même ville, est un homme politique américain, membre du Parti républicain et sénateur de l'Ohio.

## Biographie
Robert Taft Jr. est issu d'une famille d'hommes politiques. Il est le fils du sénateur Robert Taft et le petit-fils du président William Howard Taft. Il naît et grandit à Cincinnati dans l'Ohio. Après des études à Yale et à la faculté de droit de Harvard, il sert dans la United States Navy pendant la Seconde Guerre mondiale. De retour dans l'Ohio, il devient avocat. En 1953, il est poussé par certains républicains à briguer le siège de son père au Sénat des États-Unis, mais il s'estime trop inexpérimenté.
Il siège à la Chambre des représentants de l'Ohio à partir de 1955 et devient le chef de la majorité républicaine de 1961 à 1962. Il est élu à la Chambre des représentants des États-Unis en 1962 dans le district unique (at-large) de l'Ohio. En 1964, il se présente au Sénat mais échoue face au démocrate sortant Stephen M. Young. Il retrouve la Chambre des représentants en 1966, lorsqu'il met en échec le représentant sortant John J. Gilligan.
Taft est à nouveau candidat au Sénat en 1970. Il remporte la primaire républicaine face au gouverneur Jim Rhodes puis bat le démocrate Howard Metzenbaum. Candidat à un deuxième mandat en 1976, il est battu par Metzenbaum et choisit de démissionner le 28 décembre 1976. Il reprend alors sa carrière d'avocat. Victime d'un accident vasculaire cérébral le 29 novembre 1993, il meurt quelques jours plus tard au Jewish Hospital de Cincinnati.